# هیدکی مادا
هیدکی مادا (به انگلیسی: Hideki Maeda) بازیکن فوتبال اهل ژاپن و عضو تیم ملی فوتبال ژاپن است که در تاریخ ۰۴ اوت ۱۹۷۵ میلادی اولین بازی ملی‌اش را انجام داد. او در ۶۵ بازی ملی حضور داشت و آخرین بازی ملی خود را در تاریخ ۲۶ آوریل ۱۹۸۴ میلادی انجام داد. هیدکی مادا در بازی‌های ملی‌اش
۱۱ گل به ثمر رساند.